# دانييلي ميوتشي
دانييلي ميوتشي (بالإيطالية: Daniele Meucci)‏ مواليد 7 أكتوبر 1985 في بيزا، هو عداء إيطالي متخصص في ركض المسافات الطويلة. أفضل رقم شخصي له هو 13:19.00 (5000 متر). مثل بلاده في الأولمبياد.

## الميداليات
| الميدالية | المسابقة                       |
| --------- | ------------------------------ |
| ذهبية     | بطولة أوروبا لألعاب القوى 2014 |
| فضية      | بطولة أوروبا لألعاب القوى 2012 |
| برونزية   | بطولة أوروبا لألعاب القوى 2010 |

## روابط خارجية
- دانييلي ميوتشي على موقع الاتحاد الدولي لألعاب القوى (الإنجليزية)
- دانييلي ميوتشي على موقع الاتحاد الإيطالي لألعاب القوى (الإيطالية)
- دانييلي ميوتشي على موقع الدوري الماسي (الإنجليزية)
- دانييلي ميوتشي على موقع اللجنة الأولمبية الدولية (الإنجليزية)
- دانييلي ميوتشي على موقع أوليمبيديا (الإنجليزية)
- دانييلي ميوتشي على موقع اللجنة الأولمبية الإيطالية (الإيطالية)